# Tératospermie
La tératospermie ou tératozoospermie caractérise la présence de moins de 15 %, de spermatozoïdes de forme typique dans le sperme (seuil de normalité de l'OMS déterminé en 2009, il était auparavant de 30 %). On distingue généralement quatre catégories d'anomalies :
- les anomalies de la tête du spermatozoïde (valeur normale inférieure à 20 %) :
  - spermatozoïdes microcéphales,
  - spermatozoïdes macrocéphales,
  - spermatozoïdes à tête irrégulière,
  - spermatozoïdes à tête allongée ;
- les anomalies de la partie intermédiaire (valeur normale inférieure à 20 % pour l'angulation et 10 % pour les autres anomalies) ;
- les anomalies du flagelle (valeur normale inférieure à 20 % pour le flagelle enroulé et 10 % pour les autres anomalies) :
  - spermatozoïdes à flagelle court,
  - spermatozoïdes à flagelle angulé,
  - spermatozoïdes à flagelle enroulé ;
- les formes doublées (valeur normale inférieure à 10 %).